# Estreito de Beagle

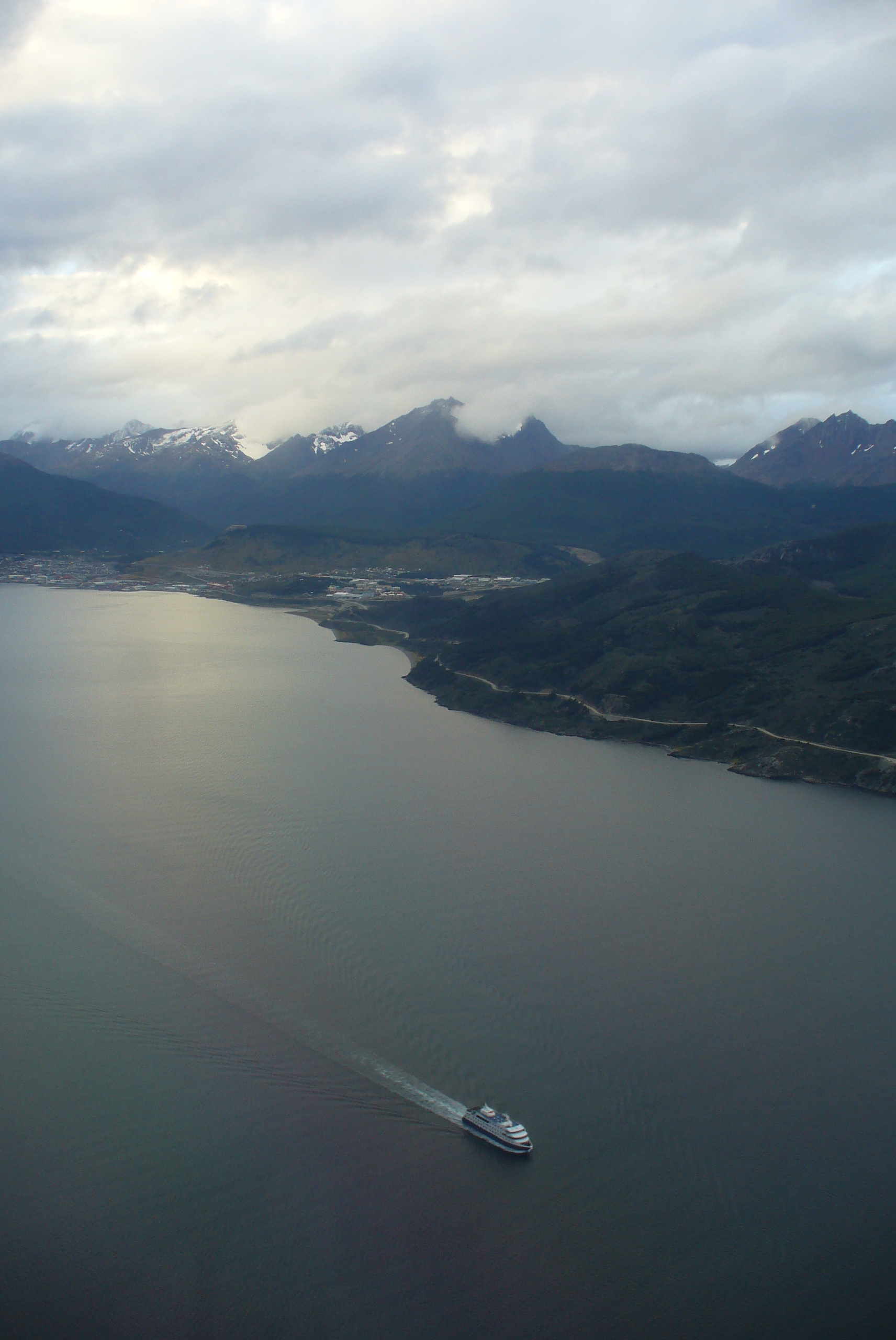
Estreito de Beagle

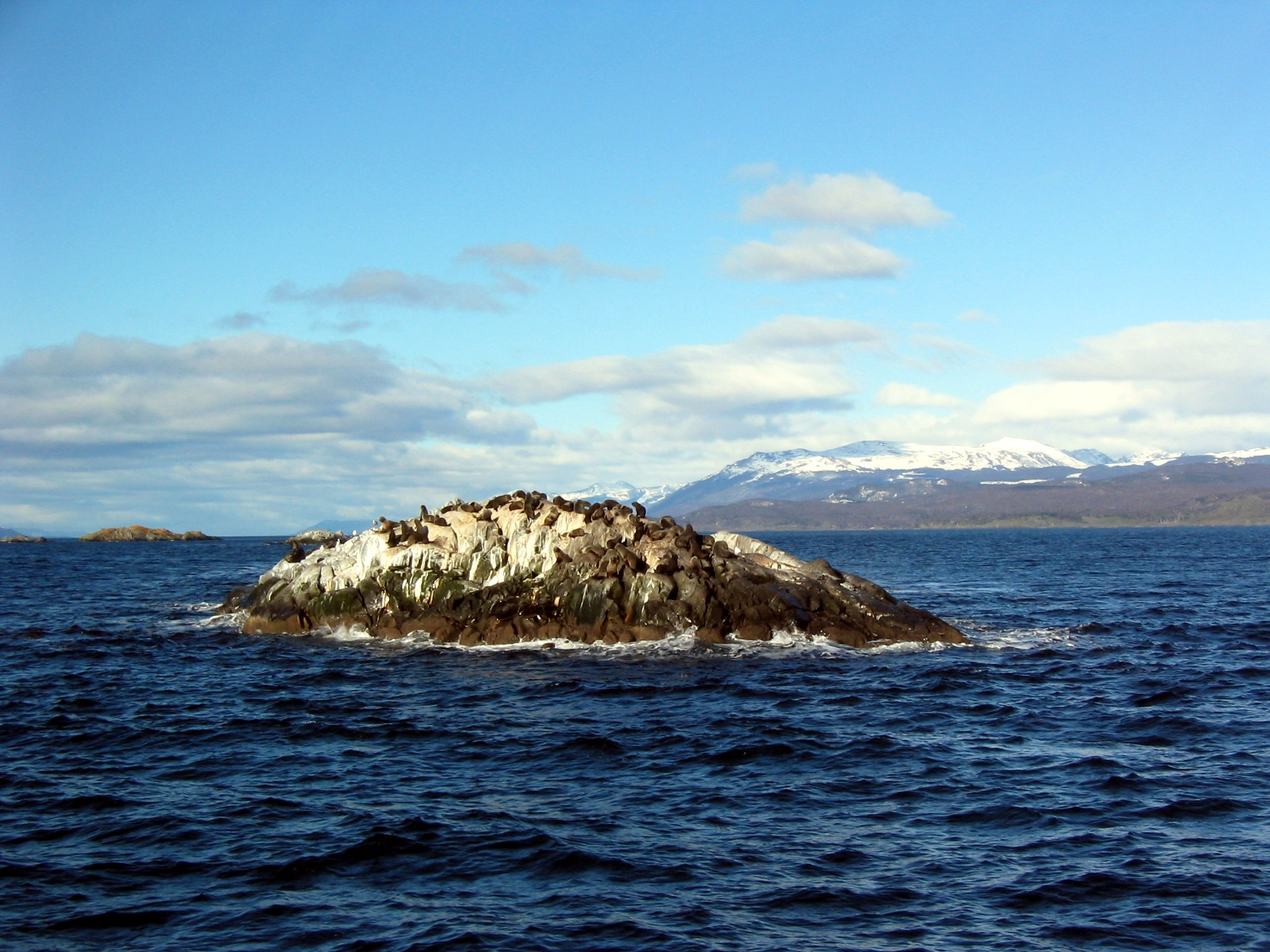
Leões marinhos na Isla de los Lobos, no canal de Beagle

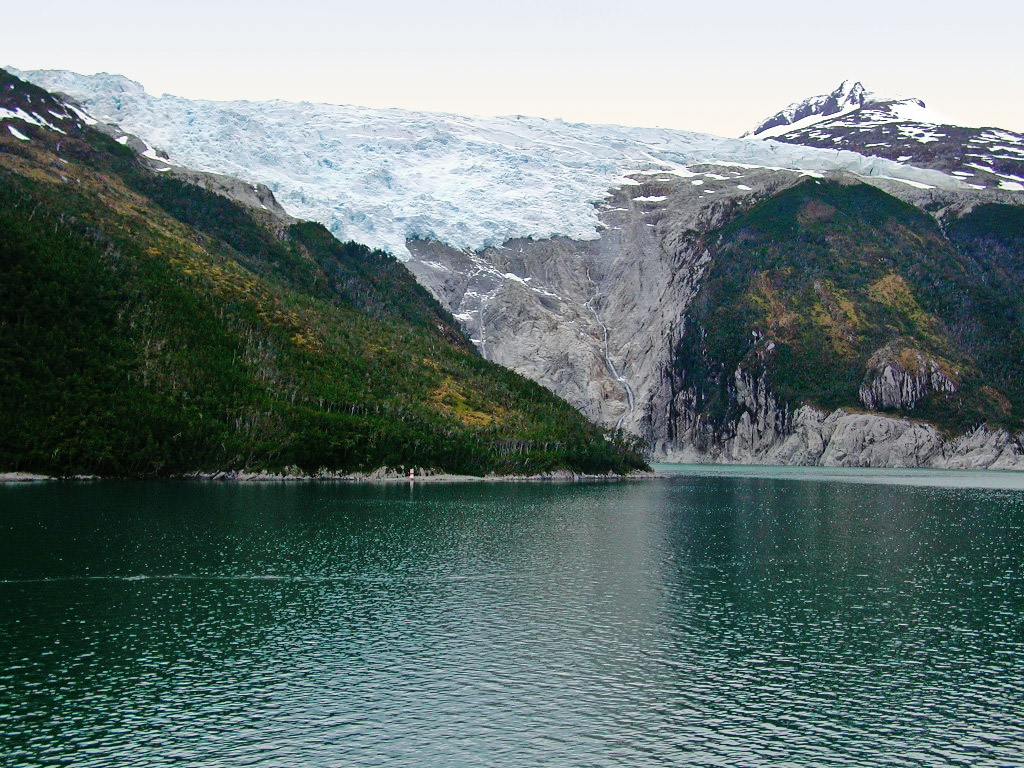
Geleira na costa norte do canal de Beagle

O estreito de Beagle (ou canal de Beagle) é um estreito separando as ilhas do arquipélago da Terra do Fogo, no extremo sul da América do Sul. 
Além de ligar o oceano Atlântico ao oceano Pacífico, ele separa a Ilha Grande da Terra do Fogo de diversas pequenas ilhas ao sul. Sua parte oriental marca a fronteira entre o Chile e a Argentina, mas sua parte ocidental pertence ao Chile.
O estreito de Beagle tem aproximadamente 240 km de comprimento, e sua largura mínima é de cerca de 5 km. A oeste, comunica com o oceano Pacífico pelo canal de Darwin. Apesar de ele ser navegável por grandes navios, existem outras rotas marítimas mais seguras a sul (passagem de Drake) e a norte (estreito de Magalhães). Algumas pequenas ilhas perto da sua extremidade oriental foram objeto, durante muito tempo, de disputas territoriais entre o Chile e a Argentina. Segundo o tratado de 1985, elas pertencem desde então ao Chile (Ilhas Picton, Lennox e Nueva.)
As principais zonas habitadas nas margens do canal são Puerto Williams (Chile) e Ushuaia (Argentina).
O canal deve seu nome ao navio britânico HMS Beagle, que fez parte de duas missões hidrográficas nas costas meridionais da América do Sul no início do século XIX. Durante a primeira, sob  o comando do australiano Philip Parker King, o capitão do Beagle, Pringle Stokes, suicidou-se e foi substituído pelo capitão Robert FitzRoy. A segunda, muitas vezes chamada de a Viagem do Beagle, é célebre porque o capitão FitzRoy levava a bordo Charles Darwin, proporcionando-lhe assim a oportunidade de destacar-se como naturalista amador.

## Ver também

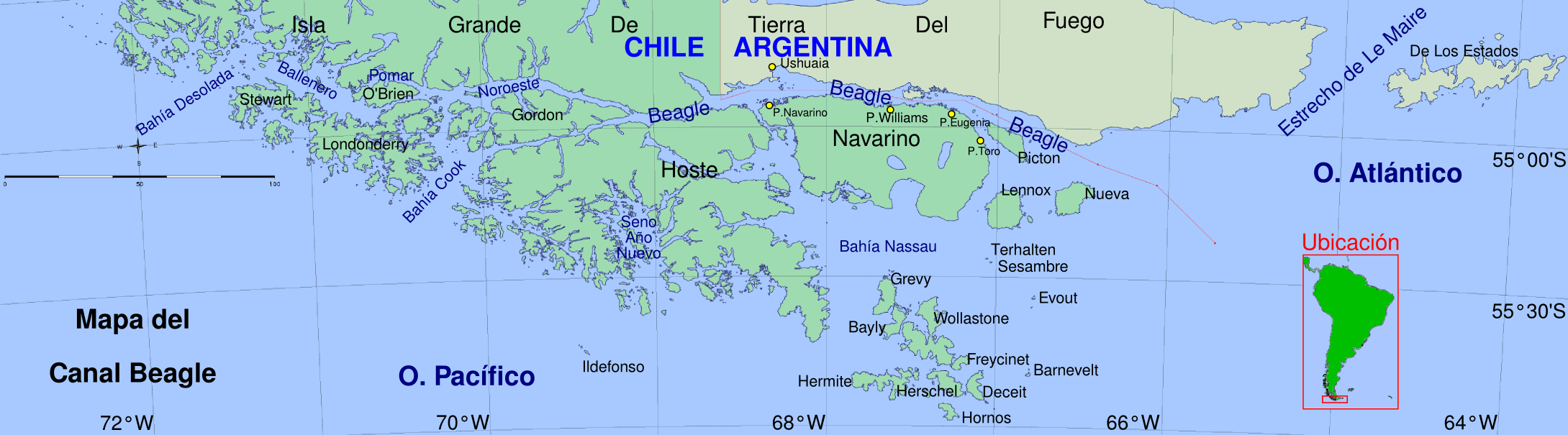
Mapa do canal de Beagle